# Asiatic Exclusion League
L'Asiatic Exclusion League, souvent abrégée AEL, est une organisation fondée au début du XXe siècle aux États-Unis et au Canada dont le but est d'empêcher l'immigration de personnes d'origine asiatique.

## États-Unis
L'Asiatic Exclusion League est fondée sous l'intitulé Japanese and Korean Exclusion League le 14 mai 1905 à San Francisco en Californie, par 67 syndicats. Parmi ceux présents à la première réunion se trouvent les meneurs syndicaux (et immigrants européens) Patrick Henry McCarthy (en) du Building Trades Council de San Francisco ainsi qu'Andrew Furuseth (en) et Walter McCarthy du Sailors Union.

## Canada

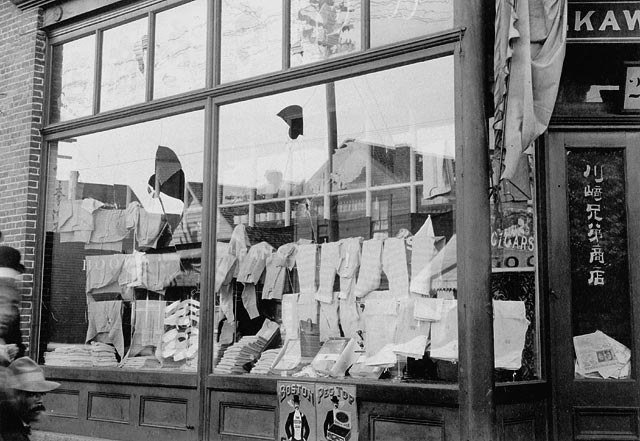
Dégâts après l'émeute de septembre 1907 à Vancouver

Une organisation sœur du même nom est formée à Vancouver en Colombie-Britannique le 12 août 1907 sous les auspices du Trades and Labour Council. Son objectif déclaré est de « tenir les immigrants orientaux à l'écart de la Colombie-Britannique ». Le 7 septembre, des émeutes éclatent à Vancouver lorsque les membres de la Ligue assiègent Chinatown après avoir écouté des discours racistes incendiaires à l'hôtel de ville (puis sur la rue principale près de la rue Georgia). Le nombre de 4 000 personnes qui crient des slogans racistes au moment où l'émeute part de l'hôtel de ville, se monte ensuite à 8 000 manifestants. La foule marche dans Chinatown qu'elle vandalise et cause des milliers de dollars de dégâts. Les émeutiers saccagent ensuite le quartier japonais où ils se confrontent à des résidents armés de gourdins et de bouteilles qui leur ripostent. L'organisation se développe immédiatement après les émeutes mais commence à perdre de son importance l'année suivante. L'AEL refait surface au début des années 1920, affirmant cette fois être forte de 40 000 membres dans la province au cours de la période qui précède l'adoption de la Loi de l'immigration chinoise de 1923 qui met un terme à pratiquement toute immigration chinoise au Canada.
Une autre importante conséquence, quoique indirecte, de l'activité AEL est que les émeutes de Vancouver de 1907 conduisent à la première loi sur la drogue au Canada. Le ministre du Travail (et futur Premier ministre), William Lyon Mackenzie King, est envoyé pour enquêter sur les émeutes ainsi que sur les demandes d'indemnisation des victimes. Une plainte est déposée par les fabricants d'opium, plainte qui déclenche une enquête sur le milieu de la drogue locale par King. Il est particulièrement alarmant pour le ministre de constater que la consommation d'opium se répand apparemment parmi les jeunes femmes blanches. Une loi fédérale est bientôt adoptée « interdisant la fabrication, la vente et l'importation de l'opium pour des fins autres que médicinales ».
Les deux Asiatic Exclusion Leagues sont le produit d'une atmosphère générale de racisme blanc contre les Asiatiques qui prévaut au Canada et aux États-Unis à partir des années 1800, aboutissant à la mise en œuvre d'un impôt par tête et d'autres politiques d'immigration visant à exclure les Asiatiques du Canada ainsi qu'à l'internement des Japonais-américains et l'internement des Japonais-canadiens durant la Seconde Guerre mondiale.

## Source de la traduction
- (en) Cet article est partiellement ou en totalité issu de l’article de Wikipédia en anglais intitulé « Asiatic Exclusion League » (voir la liste des auteurs).